# Protracheoniscus larii
Protracheoniscus larii là một loài chân đều trong họ Trachelipodidae. Loài này được Verhoeff miêu tả khoa học năm 1927.